# Ételfay
Ételfay és un municipi francès situat al departament del Somme i a la regió dels Alts de França. L'any 2007 tenia 373 habitants.

## Demografia

### Població

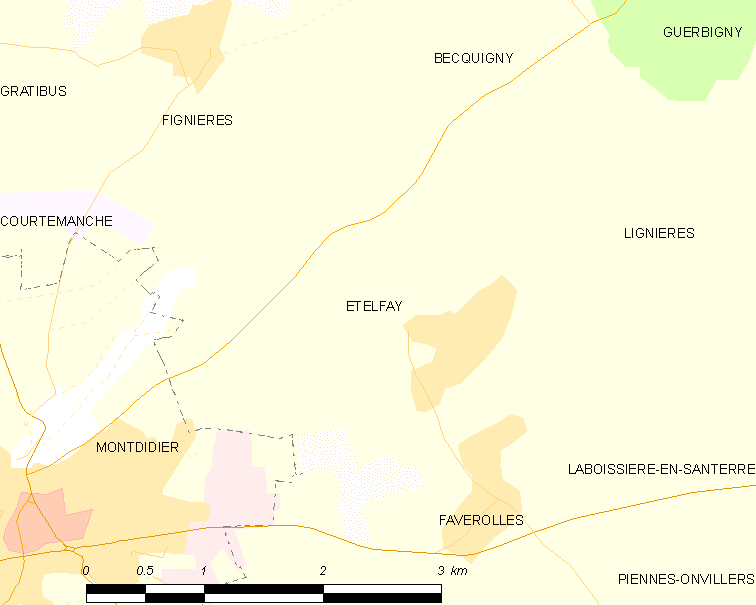

El 2007 la població de fet d'Ételfay era de 373 persones. Hi havia 152 famílies de les quals 36 eren unipersonals (8 homes vivint sols i 28 dones vivint soles), 56 parelles sense fills, 52 parelles amb fills i 8 famílies monoparentals amb fills.
La població ha evolucionat segons el següent gràfic:
Habitants censats

### Habitatges

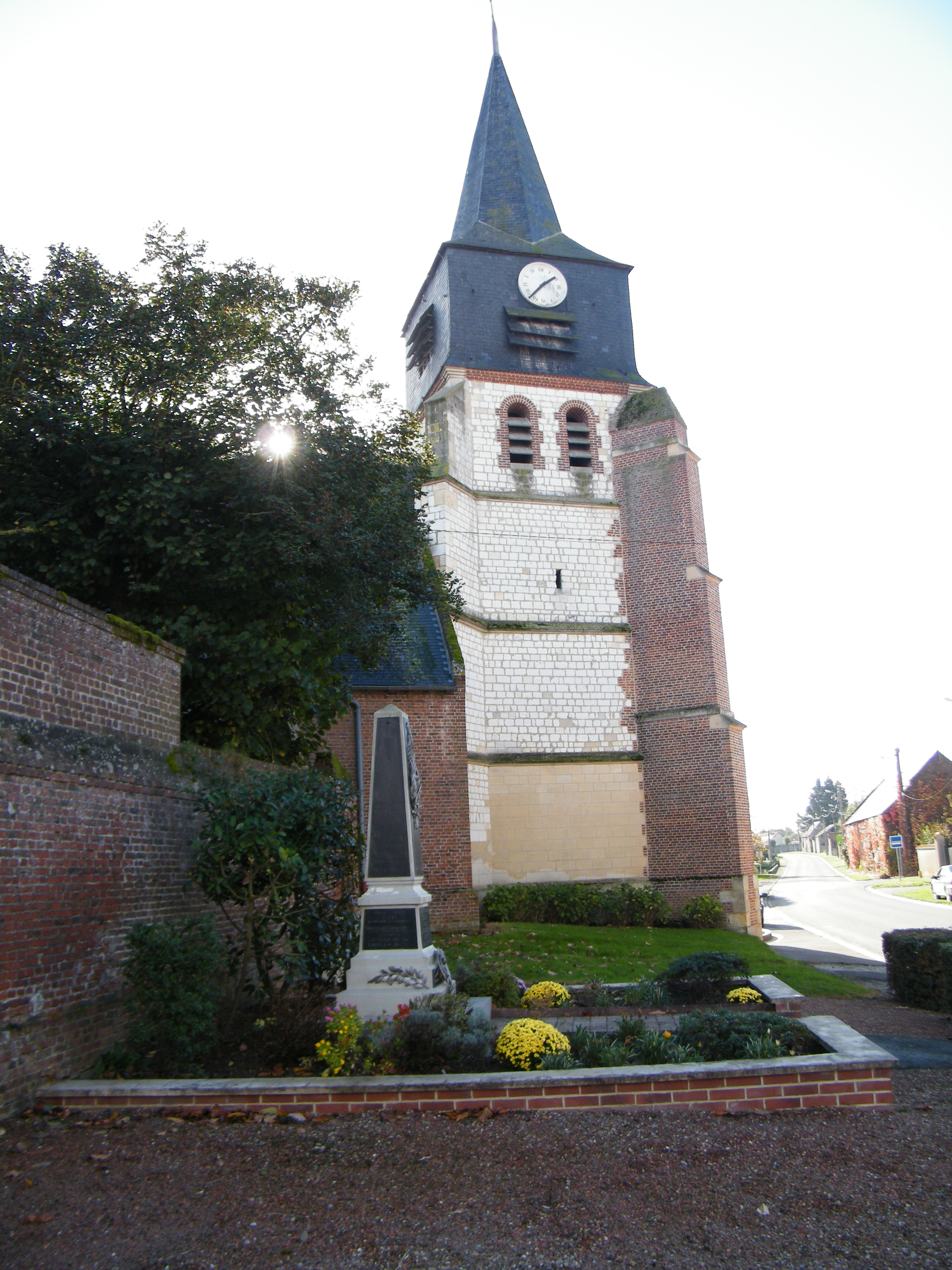

El 2007 hi havia 169 habitatges, 148 eren l'habitatge principal de la família, 8 eren segones residències i 13 estaven desocupats. 159 eren cases i 5 eren apartaments. Dels 148 habitatges principals, 124 estaven ocupats pels seus propietaris, 23 estaven llogats i ocupats pels llogaters i 1 estava cedit a títol gratuït; 8 tenien dues cambres, 22 en tenien tres, 47 en tenien quatre i 71 en tenien cinc o més. 118 habitatges disposaven pel capbaix d'una plaça de pàrquing. A 55 habitatges hi havia un automòbil i a 79 n'hi havia dos o més.

### Piràmide de població
La piràmide de població per edats i sexe el 2009 era:
| Homes | Edats   | Dones |
| ----- | ------- | ----- |
| 0     | 95 o +  | 0     |
| 0     | 90 a 94 | 0     |
| 0     | 85 a 89 | 0     |
| 0     | 80 a 84 | 4     |
| 8     | 75 a 79 | 4     |
| 8     | 70 a 74 | 24    |
| 4     | 65 a 69 | 8     |
| 0     | 60 a 64 | 8     |
| 4     | 55 a 59 | 8     |
| 12    | 50 a 54 | 12    |
| 24    | 45 a 49 | 28    |
| 32    | 40 a 44 | 12    |
| 12    | 35 a 39 | 12    |
| 16    | 30 a 34 | 12    |
| 4     | 25 a 29 | 4     |
| 1     | 20 a 24 | 20    |
| 28    | 15 a 19 | 20    |
| 16    | 10 a 14 | 4     |
| 8     | 5 a 9   | 16    |
| 8     | 0 a 4   | 12    |

## Economia

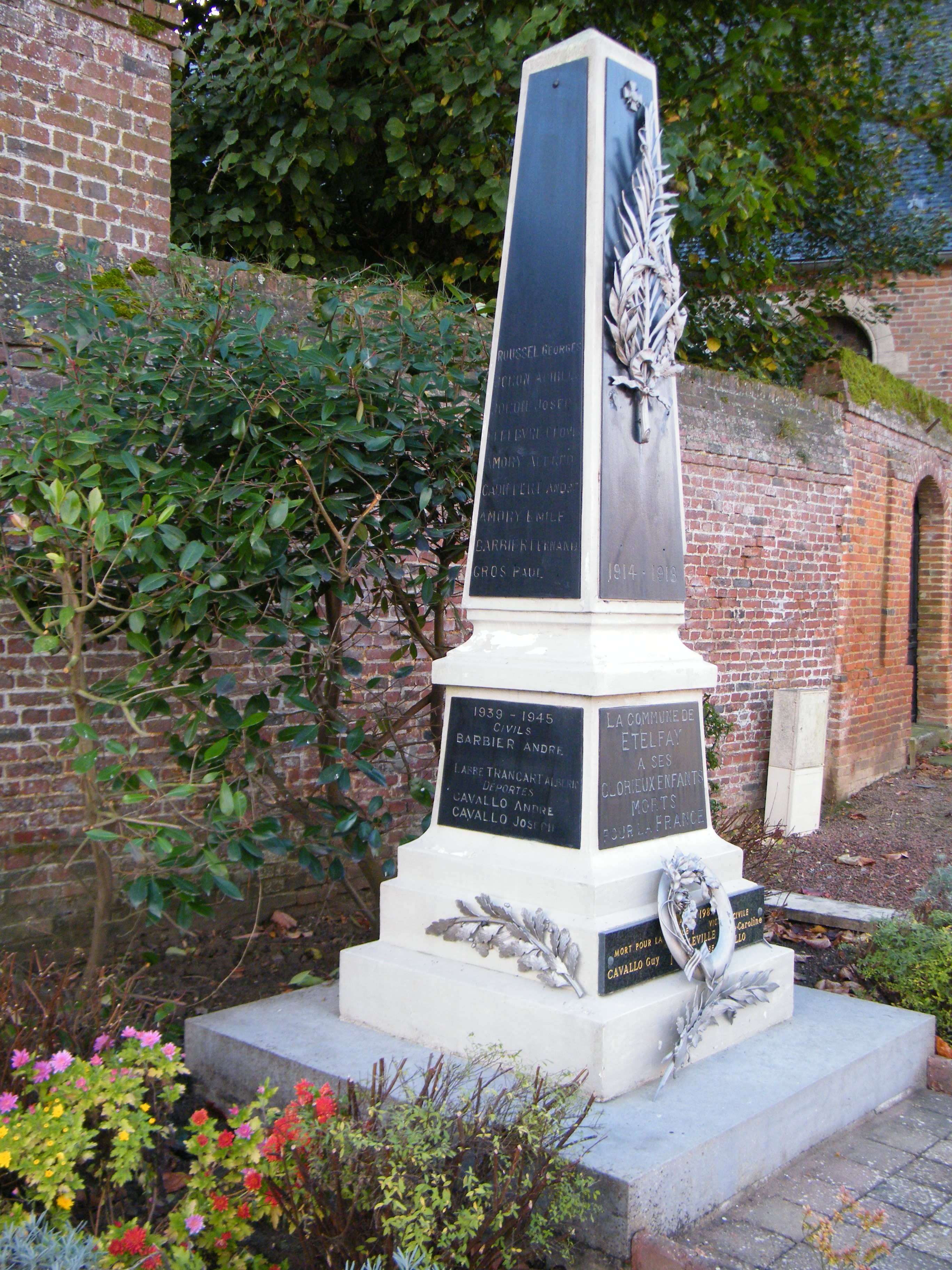

El 2007 la població en edat de treballar era de 241 persones, 198 eren actives i 43 eren inactives. De les 198 persones actives 190 estaven ocupades (109 homes i 81 dones) i 8 estaven aturades (3 homes i 5 dones). De les 43 persones inactives 12 estaven jubilades, 17 estaven estudiant i 14 estaven classificades com a «altres inactius».

### Ingressos
El 2009 a Ételfay hi havia 153 unitats fiscals que integraven 391 persones, la mediana anual d'ingressos fiscals per persona era de 18.433 €.

### Activitats econòmiques

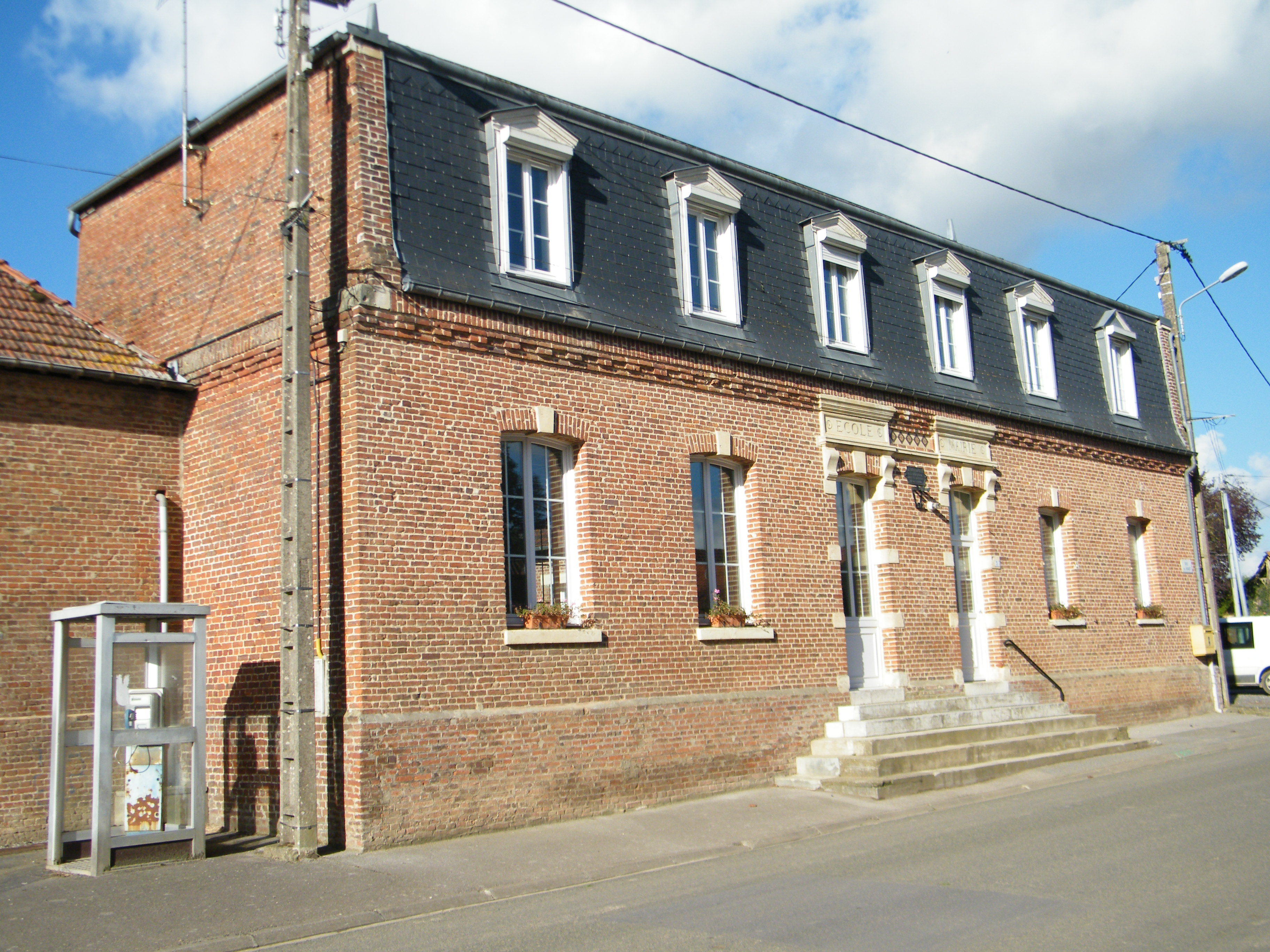

Dels 4 establiments que hi havia el 2007, 2 eren d'empreses de construcció, 1 d'una empresa de transport i 1 d'una empresa d'hostatgeria i restauració.
Dels 2 establiments de servei als particulars que hi havia el 2009, 1 era una lampisteria i 1 electricista.
L'any 2000 a Ételfay hi havia 4 explotacions agrícoles.

## Poblacions més properes

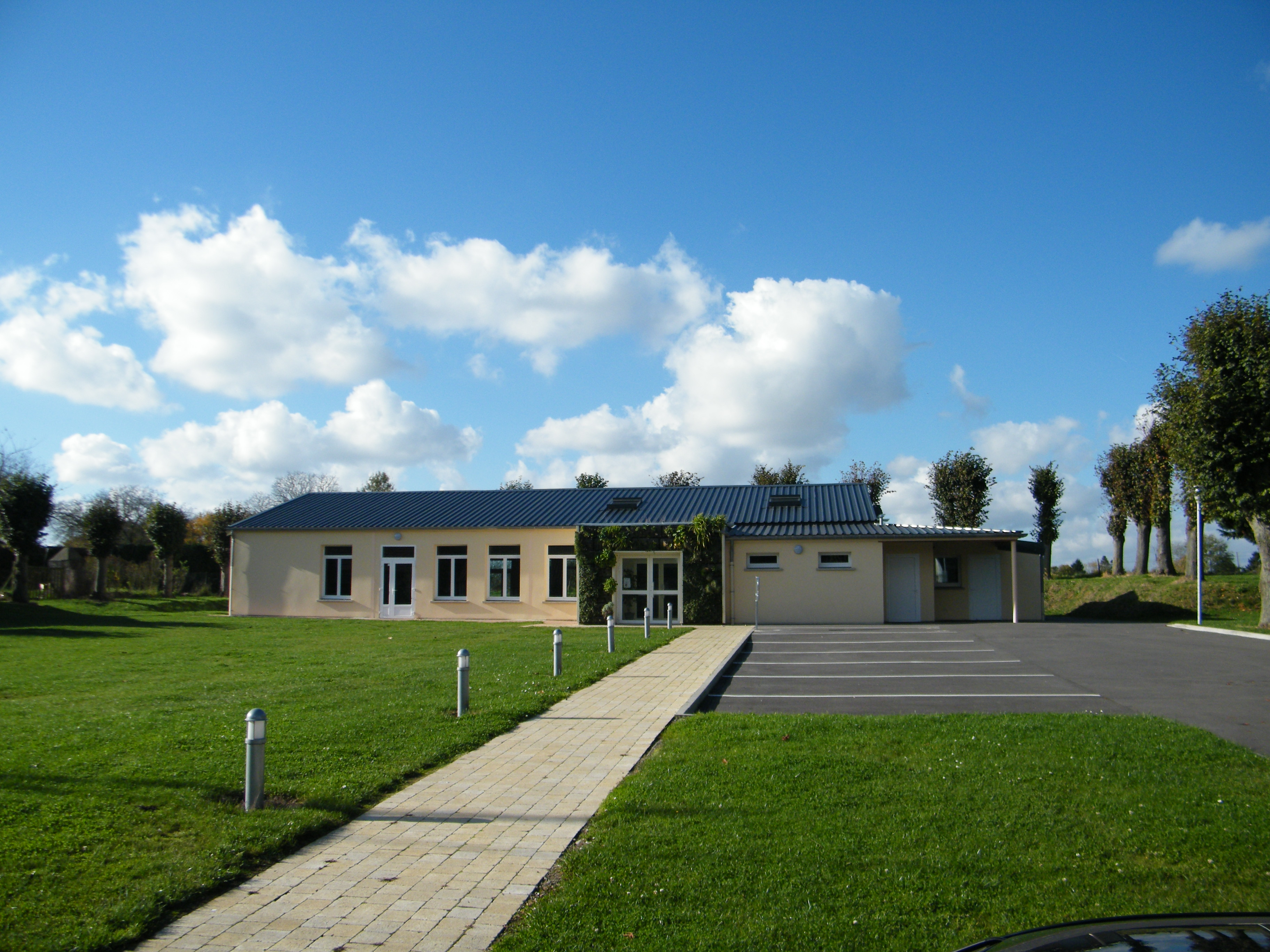

El següent diagrama mostra les poblacions més properes.